# John Quincy Adams
John Quincy Adams (11 de julho de 1767 — 23 de fevereiro de 1848) foi um estadista, diplomata, advogado e escritor americano que serviu como o sexto presidente dos Estados Unidos, de 1825 a 1829. Anteriormente ele também serviu como Secretário de Estado de 1817 a 1825. Durante sua longa carreira diplomática e política, Adams ainda serviu como embaixador e membro do Senado e da Câmara dos Representantes dos Estados Unidos por Massachusetts. Ele era o filho mais velho de John Adams, o segundo presidente do país (de 1797 a 1801), e Abigail Adams. Inicialmente um Federalista como seu pai, ele venceu a presidência pelo Partido Democrata-Republicano e em meados da década de 1830 se afiliou ao Partido Whig.
Nascido em Braintree, Massachusetts (agora parte da cidade de Quincy), Adams passou boa parte da sua infância na Europa, onde seu pai servia como diplomata. Após retornar para os Estados Unidos, Adams se estabeleceu em Boston e se tornou um advogado de sucesso. Em 1794, o presidente George Washington apontou Quincy Adams como embaixador do país para a Holanda e depois Portugal até que foi dispensado, em 1801, quando Thomas Jefferson assumiu como novo presidente. Líderes federalistas em Massachusetts conseguiram eleger Adams para o Senado em 1802, mas ele rompeu com o Partido Federalista sobre política externa e teve sua reeleição negada. Em 1809, Adams foi apontado como embaixador para a Rússia pelo presidente James Madison, um Democrata-Republicano. Quincy Adams reteve vários postos diplomáticos durante a presidência de Madison e serviu como parte da delegação americana que negociou o fim do Guerra de 1812. Já em 1817, o novo presidente James Monroe selecionou Adams para ser seu Secretário de Estado. Nesta função, Adams negociou o tratado de compra da Flórida. Ele ainda ajudou na formulação da Doutrina Monroe, que se tornou um dos principais pilares da política externa americana. Em 1818, Adams foi eleito membro da American Philosophical Society em Filadélfia.
Em 1824, Quincy Adams concorreu na eleição presidencial. O pleito foi contestado, com Adams disputando a presidência com Andrew Jackson, William H. Crawford e Henry Clay, todos Democratas-Republicanos. Como nenhum candidato conseguiu a maioria mínima no colégio eleitoral, a Câmara dos Representantes realizou uma eleição contingente para determinar quem seria o presidente e Adams venceu ao angariar o apoio de Henry Clay. Andrew Jackson e seus apoiadores ficaram enfurecidos, chamando o resultado de "uma barganha corrupta", abrindo caminho para o início de uma grande polarização política nos Estados Unidos. Como presidente, Adams pregou uma agenda ambiciosa que incluía projetos de investimento em infraestrutura interna financiados pelo governo federal, o estabelecimento de uma universidade nacional e uma aproximação diplomática maior com os países da América Latina, mas muitas de suas iniciativas foram barradas no Congresso. Durante a presidência de Quincy Adams, o Partido Democrata-Republicano se dividiu em dois campos: um grupo, conhecidos como Partido Nacional Republicano, apoiava o presidente, enquanto o outro, conhecidos como Democratas, eram controlados por Andrew Jackson. Os democratas provaram ser organizadores políticos mais eficazes do que Adams e seus apoiadores Nacionais Republicanos e Jackson acabou derrotando Adams de forma decisiva na eleição presidencial de 1828, o que fez dele o segundo presidente (junto com seu pai) a não conseguir se reeleger.
Ao invés de se aposentar da política após a derrota, Adams concorreu a um assento na Câmara dos Representantes e venceu, onde ele viria a servir de 1831 até sua morte em 1848. Ele segue como sendo o único ex-presidente a ser eleito para uma Câmara (embora John Tyler tenha sido eleito para o Congresso Confederado, mas morreu antes que pudesse tomar seu assento). Após falhar em se eleger para Governador de Massachusetts e para o Senado Federal, Adams se juntou ao Partido Antimaçônico no começo da década de 1830 antes de se tornar membro do Partido Whig, onde a maioria dos opositores do Presidente Jackson haviam se reunido. Durante seu tempo no Congresso, Adams tornou-se cada vez mais crítico da escravidão e de líderes políticos sulistas que ele afirmava controlar o Partido Democrata. Ele particularmente se opusera a anexação do Texas e a Guerra Mexicano-Americana, que via como uma guerra para estender a escravidão e seu poder no Congresso. Adams também liderou os esforços para revogar a chamada "regra da mordaça", que impedia a Câmara dos Representantes de debater petições para abolir a escravidão. Historiadores geralmente concordam que Quincy Adams foi um dos maiores diplomatas e Secretários de Estado da história americana; contudo, acadêmicos frequentemente avaliam sua presidência como mediana, já que ele tinha uma agenda política ambiciosa, mas não conseguiu aprová-la pelo Congresso.

## Biografia

### Início de vida e juventude
John Quincy Adams nasceu em 11 de julho de 1767, filho do ex-presidente John Adams e sua esposa, a primeira-dama Abigail Adams em Braintree, Massachusetts, que é hoje Quincy, Massachusetts. John Quincy Adams Birthplace agora faz parte de Adams National Historical Park e é aberto ao público. Ele foi nomeado para o avô materno de sua mãe, o coronel John Quincy, após os quais Quincy, Massachusetts, é nomeado. Adams ficou sabendo da Declaração de Independência a partir das letras de seu pai escreveu a sua mãe a partir do Segundo Congresso Continental em Filadélfia. Em 1779, Adams começou um diário que ele manteve até pouco antes de morrer em 1848. Os enormes cinquenta volumes são uma das mais extensas colecções de informações em primeira mão a partir do período de início da república, e são amplamente citados por historiadores modernos.
Grande parte da juventude de Adams foi gasta acompanhando seu pai no exterior. John Adams atuou como enviado especial americano para a França de 1778 até 1779 e para a Holanda de 1780 até 1782, e Adams filho acompanhou seu pai nessas viagens. Adams adquiriu uma educação em instituições como a Universidade de Leiden. Por quase três anos, na idade de 14 anos, ele acompanhou Francis Dana como secretário em uma missão para São Petersburgo, Rússia, para obter o reconhecimento do novo Estados Unidos. Ele passou um tempo na Finlândia, Suécia e Dinamarca e, em 1804, publicou um relatório de viagem da Silésia. Durante esses anos no exterior, Adams se tornou fluente em francês e holandês e tornou-se familiarizado com alemão e outras línguas europeias. Ele entrou em Harvard College e graduou-se em 1787 com um Bachelor of Arts, Phi Beta Kappa. Adams House na faculdade de Harvard é nomeado em homenagem a Adams e seu pai. Mais tarde, ele ganhou uma AM de Harvard em 1790. Ele era aprendiz como um advogado com Theophilus Parsons em Newburyport, Massachusetts, 1787-1789. Ingressou na ordem em 1791 e começou a praticar a advocacia em Boston.

### Educação
Após se formar na Faculdade de Harvard, ele se tornou advogado. Aos 35 anos, foi eleito para o Senado. Seis anos depois, o presidente Madison o nomeou como ministro para a Rússia. Servindo no governo do presidente Monroe, Adams foi secretário de Estado. Ele acertou com a Inglaterra a ocupação conjunta do Estado de Oregon, no extremo oeste dos EUA, obteve a cessão das Flóridas pela Espanha e formulou, juntamente com o presidente, a Doutrina Monroe.

### Política interna
Durante seu período, ele trabalhou para o desenvolvimento do sistema americano de economia política, consistente de uma alta tarifa alfandegária para apoiar a industrialização do país, obras públicas tais como a abertura de estradas, e um banco nacional para estimular empreendimentos produtivos e emitir uma moeda nacional. Em sua primeira mensagem anual ao Congresso, Adams apresentou um ambicioso programa para a modernização que incluía a abertura de estradas, canais, uma universidade nacional, um observatório astronômico e outras iniciativas. O apoio para essas propostas foi limitado, mesmo entre seus próprios defensores. Seus críticos acusaram-no de indecente arrogância por causa de sua apertada vitória. A maior parte das suas iniciativas foram combatidas no Congresso por partidários de Andrew Jackson, que permaneciam ofendidos desde a eleição de 1824, tumultuado pleito em que Jackson foi derrotado por Adams.
Contudo, algumas de suas propostas foram adotadas, especificamente a extensão da Cumberland Road para Ohio com estudos para sua continuação a oeste para St. Louis; o início do Chesapeake and Ohio Canal, a abertura do Delaware and Chesapeake Canal e do Louisville and Portland Canal em torno das cataratas do Ohio; a conexão dos Grandes Lagos ao sistema do Rio Ohio em Ohio e Indiana; e a ampliação e reconstrução do Dismal Swamp Canal na Carolina do Norte.

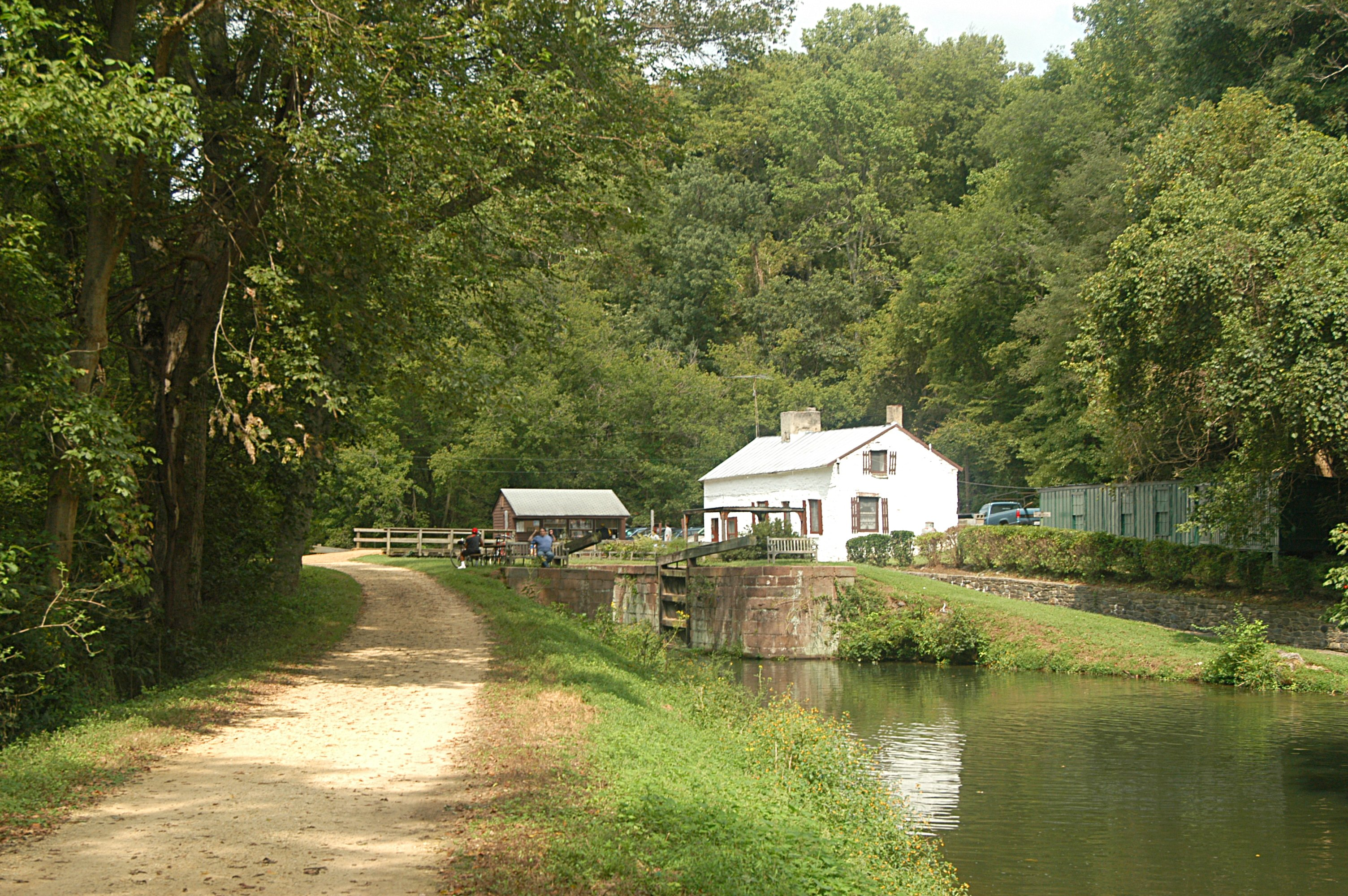
Chesapeake and Ohio Canal na eclusa de Swain

Uma das questões que dividiram seu governo foi as tarifas protecionistas. Henry Clay era um defensor, mas o vice-presidente de Adams, John C. Calhoun, foi um oponente. A posição de Adams era desconhecida, porque seu eleitorado estava dividido. Depois que Adams perdeu o controle do Congresso em 1827, a situação tornou-se mais complicada. Ele assinou a lei altamente impopular da tarifa de 1828 (também conhecida como a "tarifa das abominações"), comprometendo em consequência suas chances de realizar mais alguma coisa durante sua presidência.
Ele e Clay fundaram um novo partido, o Partido Nacional Republicano, mas ele nunca conseguiu criar raízes nos estados. Nas eleições de 1827 Adams e seus partidários perderam o controle do Congresso. Martin Van Buren, senador por Nova Iorque, futuro presidente e seguidor de Jackson, tornou-se um dos líderes do Senado.
Muitas das dificuldades políticas de Adams eram devidas à sua recusa, em princípio, de substituir membros de sua administração que apoiaram Jackson (sobre a base de que ninguém seria removido de seu cargo exceto por incompetência). Por exemplo, seu administrador geral dos Correios, John McLean, continuou no cargo durante a administração de Adams, a despeito do fato de que ele estava usando seus poderes de proteção para bajular os jacksonistas.
John Quincy Adams faleceu na cidade de Washington, D.C., em 23 de fevereiro de 1848. Encontra-se sepultado em Adams Crypt, Quincy, Condado de Norfolk, Massachusetts nos Estados Unidos, ao lado de seu pai e também presidente dos Estados Unidos John Adams, Jr..